# Tomis mazorcanus
Tomis mazorcanus es una especie de araña saltarina del género Tomis, familia Salticidae. Fue descrita científicamente por Chamberlin en 1920.
Habita en Perú.